# 枚方市立樟葉北小学校
枚方市立樟葉北小学校（ひらかたしりつ くずはきたしょうがっこう）は、大阪府枚方市楠葉野田三丁目にある公立小学校。通称「北小」。

## 概要
枚方市最北の小学校で、丘陵部に広がる住宅街に立地する。校地の一部（現在の校舎にあたる部分）は周囲の宅地化により、灌漑としての役割を終えた登池を埋め立てて造成された。

## 沿革
- 1979年（昭和54年）4月 - 枚方市立樟葉小学校から分離、開校
- 1979年（昭和54年）6月 - 校章制定。この日を創立記念日とする。
- 1979年（昭和54年）10月 - 校旗制定
- 1980年（昭和55年）3月 - 校歌制定
- 1982年（昭和57年）10月 - 花壇コンクール優秀賞受賞
- 1983年（昭和58年）1月 - 体育館にどん帳を設置
- 1983年（昭和58年）3月 - 給食調理室竣工
- 1984年（昭和59年）1月 - ランチルーム設置
- 1985年（昭和60年）4月 - 養護学級設置

## 通学区域
- 楠葉中町
- 北楠葉町
- 楠葉野田（一部を除く）
- 楠葉丘（二丁目）
- 楠葉中之芝（一部を除く）

## 主な進学先
- 枚方市立楠葉中学校

## 交通
- 京阪本線 樟葉駅 北東へ約1.2キロメートル